# Notodden (gemeente)
Notodden is een gemeente in de provincie Telemark in Noorwegen. De gemeente telde 12.757 inwoners in januari 2017. De stad zelf telt 8306 inwoners.
In Notodden staat de Staafkerk van Heddal. Heddal is de naam van een voormalige gemeente.
Jaarlijks vindt er een bluesfestival in Notodden plaats. Notodden FK is de voetbalclub.

## Plaatsen in de gemeente
- Notodden (plaats)
- Yli
- Gransherad
- Heddal

## Bekende mensen uit Notodden
- Klaus Egge (*1906 - 1979), componist uit Gransherad in Notodden
- Hans Herbjørnsrud (*1938 - ), schrijver uit Heddal in Notodden
- Ådne Søndrål (10 mei 1970), schaatser
- Mortiis (*1975 - ), muzikant

Bamble · Drangedal · Fyresdal · Hjartdal · Kragerø · Kviteseid · Midt-Telemark · Nissedal · Nome · Notodden · Porsgrunn · Seljord · Siljan · Skien · Tinn · Tokke · Vinje